# A Estrangeira
A Estrangeira és una pel·lícula dramàtica portuguesa del 1982, dirigida per João Mário Grilo i protagonitzada per Fernando Rey i Teresa Madruga. Va participar en la secció competitiva de la 39a Mostra Internacional de Cinema de Venècia.

## Sinopsi
André, fill d'exiliats republicans espanyols, viu a Portugal des de petit en un poble vora el mar. Quan tramita el seu divorci, la seva ex-esposa el visita amb un antiquari per tal que vengui els seus mobles, cosa que ell no accepta de bon grat. Simultàniament, coneix la lisboeta Eva, de la que s'acaba enamorant.

## Repartiment
- Fernando Rey com a André
- Teresa Madruga com a Eva
- Carole Courtoy com a Laura
- Mariana Villar com a Ana
- José Bonneville com a José (nen)
- Diogo Dória com a Jorge
- Maria de Medeiros com a Ana (nena)
- Luís Couto com a general Comte d'Olivares
- Artur Semedo com a Nunes
- Simone de Oliveira com a Clara
- André Gomes com a Diogo Alves